# Romániai magyar antifasiszta sajtó
Antifasiszta sajtó Erdélyben (1930-as évek) – általában a fasizmussal szembeforduló lapok és folyóiratok arcvonala, konkrétan javarészt a Kommunisták Romániai Pártja (KRP) kezdeményezésére szerveződött antifasiszta mozgalmak időszaki kiadványai, amelyek a háborúra készülő fasizmussal egyidejűleg kiálltak a demokratikus erők összefogásáért; közölték a nemzetközi békemozgalomban szerepet játszó írók (Henri Barbusse, Romain Rolland, Thomas Mann, Makszim Gorkij) felhívásait és nyilatkozatait, a német emigráns írók (Heinrich Mann, Brecht, Lion Feuchtwanger) írásait; állást foglaltak a romániai antifasiszták ellen indított perekben.
Kimondottan antifasiszta sajtó Kolozsvárt a Világosság (1932), Az új háború ellen (1932), Gyár és ucca (1932), Mai Nő (1934-35). Marosvásárhelyen az Új Szó (1935-36), Brassóban az Új Időnek egyetlen száma 1936. január 20-án jelent meg. Névleges szerkesztője Köpf Márton volt, ő fordította magyarra a román társlapból, a Vremuri Noi-ból Neagu Niculescu cikkét. Tiltakozott a kolozsvári Tudor Bugnariu elítélése, Ernst Thälmann német kommunista pártvezér meghurcolása ellen, foglalkozott Olaszország abesszíniai agressziójával. Mivel az Új Idő engedély nélkül jelent meg, a Sziguranca elkobozta, s a szerkesztő, valamint a kivitelező nyomdász, Antal Béla ellen eljárást indítottak.
Az antifasiszta lapok hasábjain Józsa Béla, Nagy István, Szilágyi András számos publicisztikai írása, elbeszélése és fordítása jelent meg. A szocialista mozgalmakhoz közel álló lapok (Kolozsvárt elsősorban a Korunk, mellette a Riport és a Tribün, Nagyváradon a Tömegkultúra, Erdély Ír, Egy Hét, Aradon A Hang) állandó feladatuknak tartották a fasiszta ideológia elleni fellépést.
Több polgári liberális és demokratikus napilap, így a Brassói Lapok és Népújság, Nagyváradi Friss Újság, a temesvári 6 Órai Újság, valamint a kolozsvári Független Újság publicisztikáját és irodalmi anyagát is az antifasizmus jellemezte.